# Инцидент 228
Инцидент 28. фебруара, Масакр 28. фебруара или Инцидент 228  (кин: 二二八事件) је назив за масовну побуну домицилног тајванског становништва против власти Републике Кине и владајуће кинеске националистичке странке Куоминтанг до које је дошло почетком 1947. године, односно њеног крвавог гушења од стране куоминтаншких трупа. 
Након капитулације Јапана у Другом светском рату, односно завршетка полувековне јапанске владавине над отоком Формоза, заменио ју је куоминтаншки режим. Тајванско становништво, које је под јапанском влашћу уживало релативну аутономију и просперитет, се брзо окренуло против дошљака који су под водством корумпираног гувернера Чен Јија почели масовно злостављати и економски експлоатисати Тајванце. Тензије су ексалирале 27. фебруара у Тајпеју када су службеници Бироа за монопол дувана и алкохолних пића конфисцковали цигарете 40-годишњој удовици Лин Ђанг-ма те је потом претукли. Револтирана маса се следећи дан окупила испред седишта Бироа те га демолирала, а на што је Чен Ји послао полицију која је пуцала изазвавши људске жртве; то је само додатно разјарило масу те довело до испочетка спонтаних нереда у Тајпеју, али и у другим деловима Тајвана. Побуњеници су се са временом организовали и наоружали, те преузели власт над делом Тајпеја, а побуну је пратио линч и погром кинеских дошљака.
Ситуација се почела окретати против побуњеника тек након што су 7. марта Чен Јију почела стизати појачања коуминтаншких трупа са копна, те које су почеле безобзирно убијати локално тајванско становништво. Током следећих неколико недеља побуна се смирила, а рачуна се да је у њој смртно страдало између 18.000 и 28.000 људи.
Куоминтаншке власти, које су за побуну формално окривиле супарничке комунисте, са којима су тада на кинеском копну биле водиле грађански рат, су отпочеле дугогодишњу страховладу познату као тзв. Бели терор, а године 1949. увеле и ванредно стање које ће потрајати све до 1987. године. Све је то време Инцидент 228 био службено заташкаван, односно представљао табу тему у тајванској јавности. Тек године 1987. је службено признато, а тајвански председник Ли Тенг-хуј је отпочео службено обележавање као службени празник под именом Меморијални дан мира. 